# Церква помноження хлібів
Церква помноження хлібів (лат. Ecclesia multiplicationis panum et pescium,англ. The Church of the First Feeding of the Multitude at Tabgha) — знаходиться на північно-західному узбережжі Галилейського озера (приблизно на відстані 200 метрів від берега), у західній частині Табхи (точніше — Велика Табха), що на півночі Ізраїля (шосе №№ 90/87, перехрестя Кфар Нахум). Є на відстані 100 м від каплиці першості апостола Петра. За християнською традицією це місце на якому Ісус Христос нагодував п'ять тисяч чоловіків, не рахуючи жінок і дітей (Мт. 14:13-21).

## Будівля
- Коло 350 р. при імператорі Костянтині спорудили базиліку з мозаїчною підлогою. Паломниця у 380 році Еґерія у своєму листі про подорож у Святу Землю згадує про церкву. Будівля церкви є вже третьою за кількістю будівель на цьому місці. Дві попередні походять із IV та V століть. У 614 році була зруйнована персами.
- У 1888 році цю територію придбала Німецька католицька місія у Палестині (бенедиктинці).
- У 1892 році розпочались перші археологічні дослідження придбаної ділянки, які були продовжені у 1932 році.

У результаті розкопок виявлені мозаїки з IV та V століть над якими тоді надбудовано тимчасову будівлю церкви. Сучасна церква збудована у 1980–1982 роках у візантійському стилі на фундаменті церкви V століття. Архітектори з Кельна Антон Ґьорґен та Фрітц Бауманн створили проект церкви з нартексом та атріумом та вбудованими у сучасну споруду рештками старих базальтових стін. Світлі цеглини церкви привезені із Таїби — християнського села, розташованого по дорозі з Єрихона до Рамали. Портал оздоблений німецьким скульптором Ельмаром Гіллебрандтом.

## Мозаїка та вівтар
Весь комплекс Церкви помноження хлібів був у давнину викладений мозаїчною підлогою. Мозаїка походить з часу існування другої церкви. Більшість мозаїк церкви датовані серединою IV століття. Знаменита мозаїка перед вівтарем з зображенням риб та хлібів датована початком 5 століття. Камінь під вівтарем особливо вшановується, оскільки є місцем на яке Ісус Христос поклав 5 хлібів і дві риби перед молитвою і потім поламав їх та нагодував людей.

## Галерея

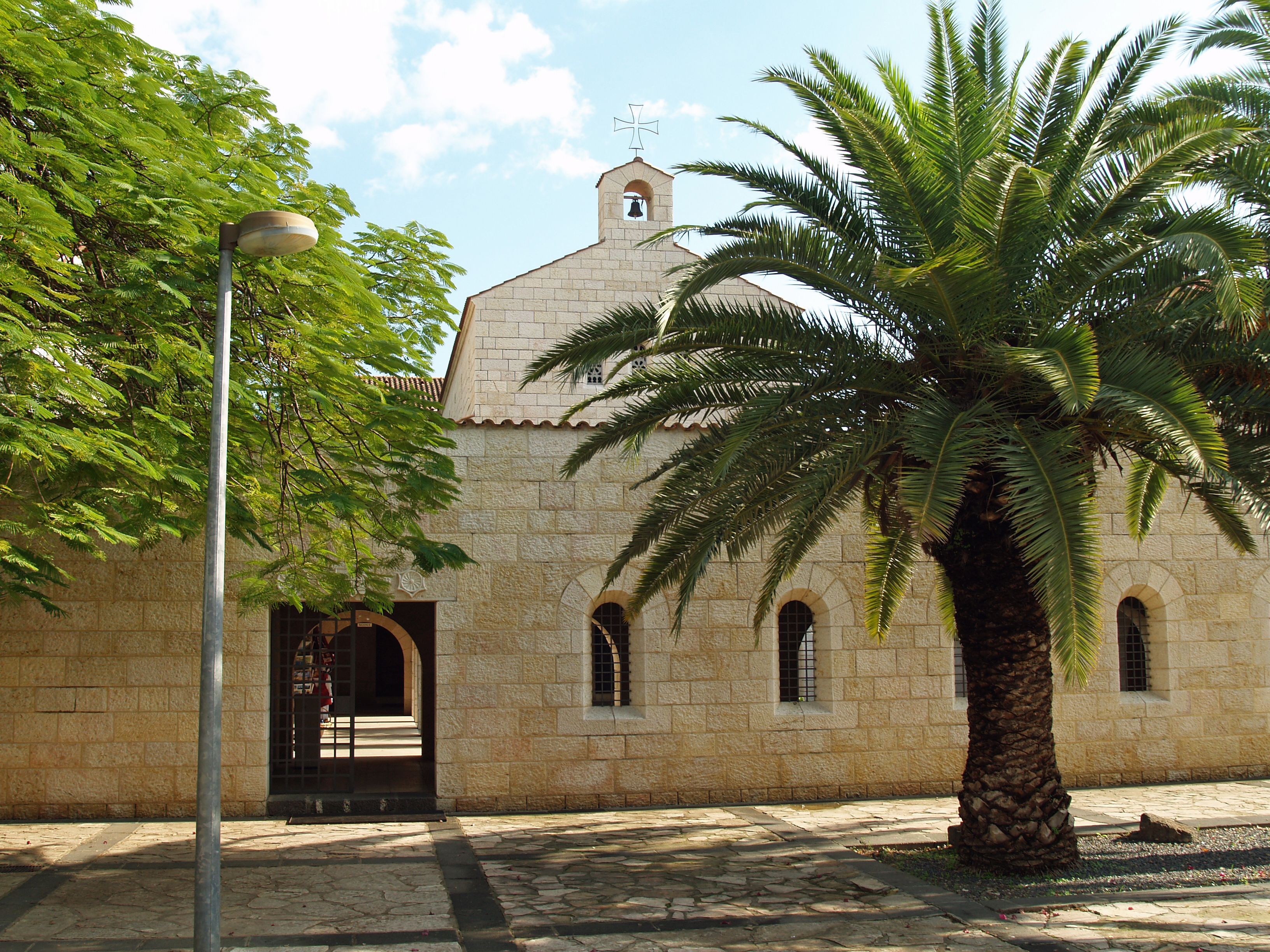
Вид ззовні
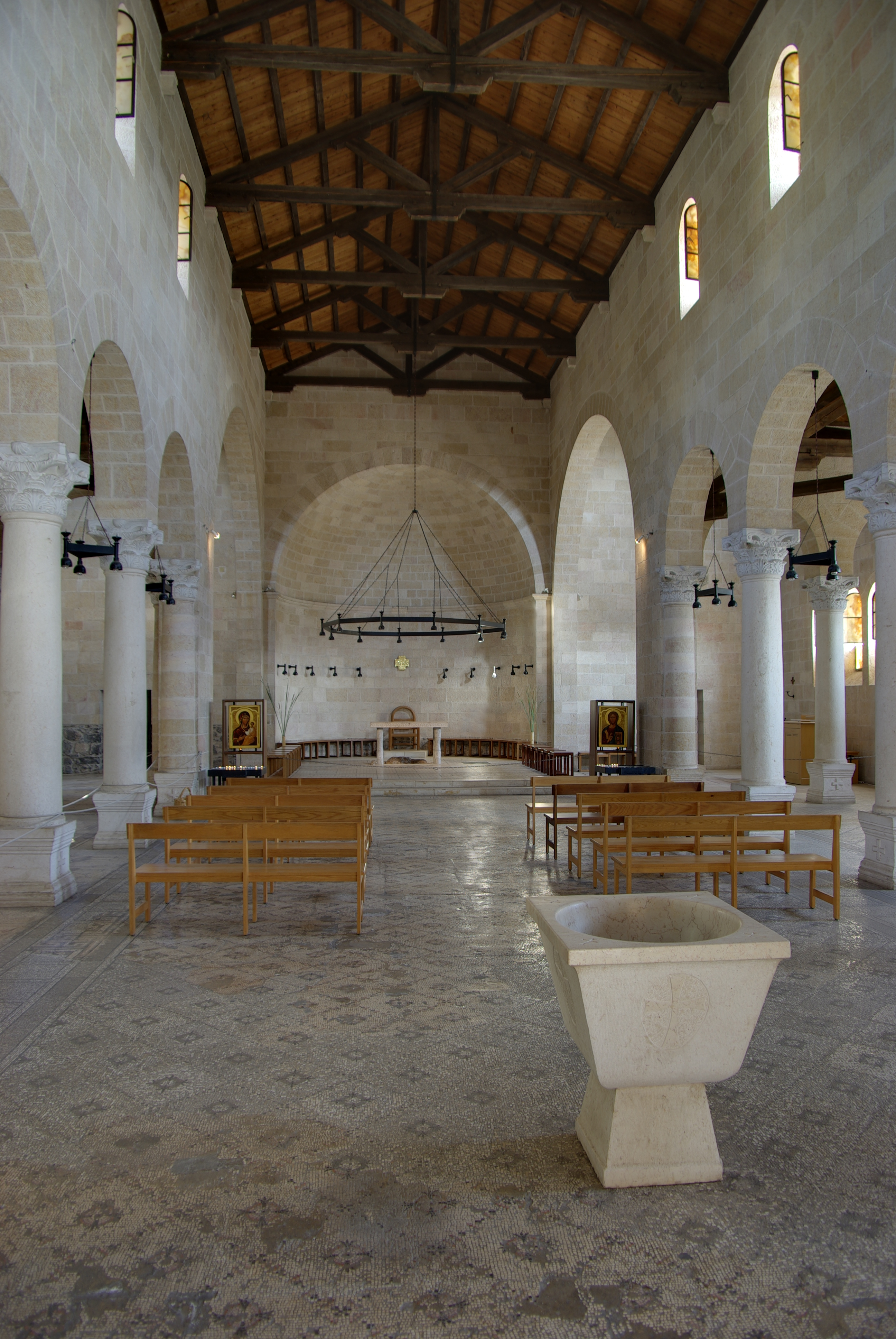
Двір церкви
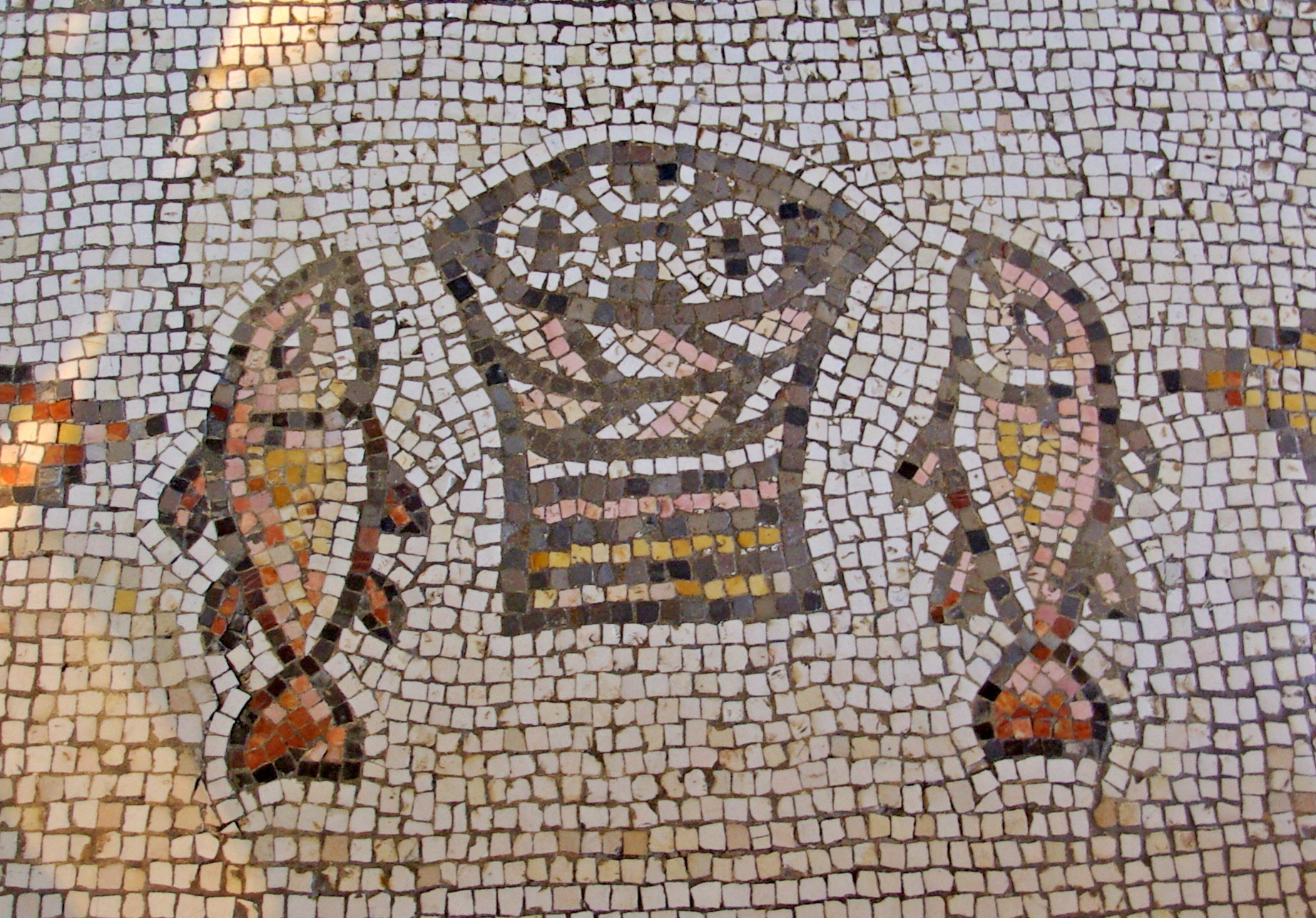
Мозаїка
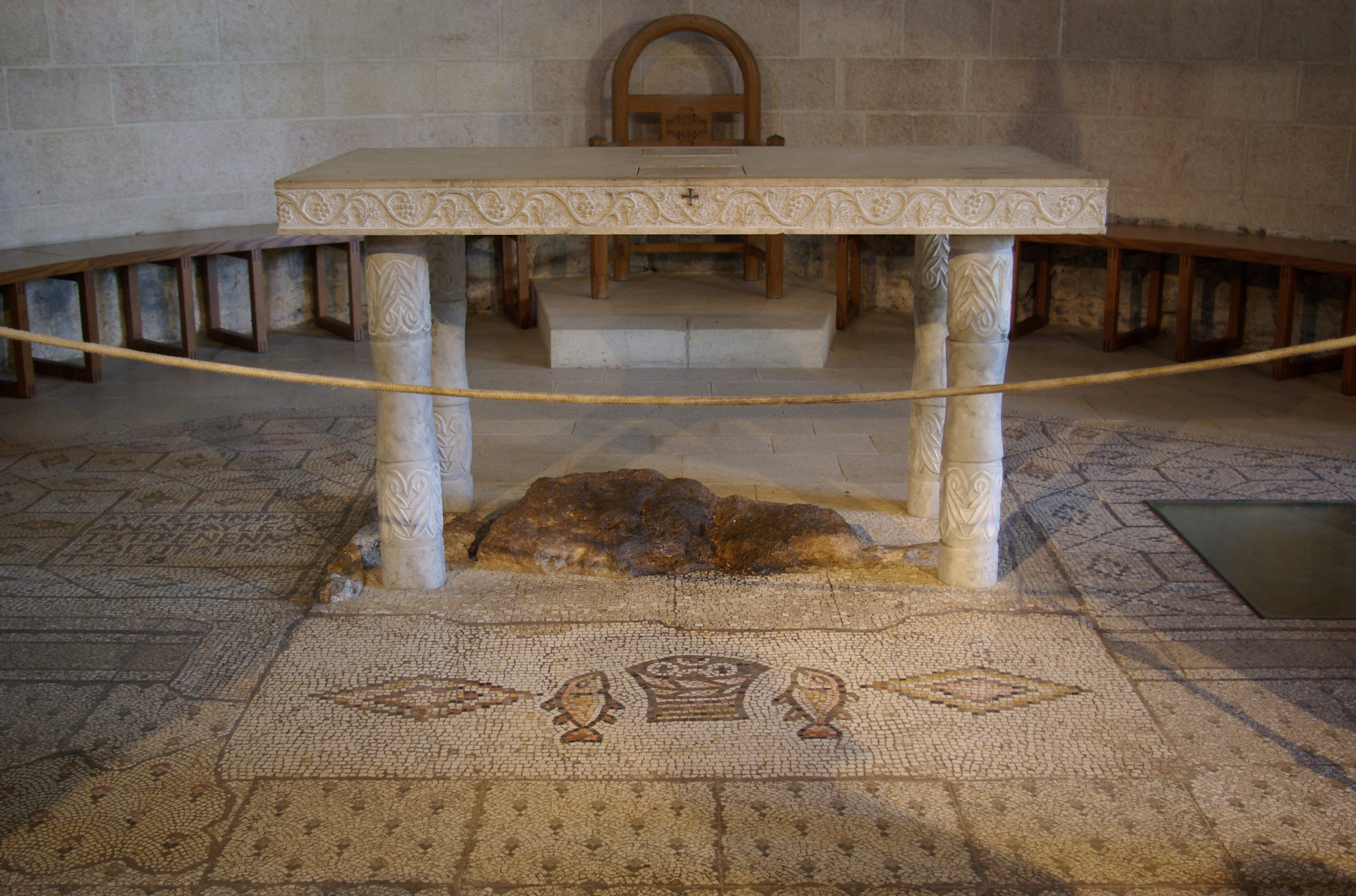
Вівтар